# Seekrieg auf dem Bodensee 1632–1648
Seekrieg auf dem Bodensee bezeichnet die Kampfhandlungen, die ab 1632 im Rahmen des Dreißigjährigen Krieges (1618 bis 1648) auf dem Bodensee stattfanden. Fast alle das Seeufer in dieser Zeit beherrschenden Mächte – im Norden und Osten das katholische habsburgische Vorderösterreich und im Nordwesten und Westen die bis zum See zusammen mit dem verbündeten Königreich Schweden und dem Königreich Frankreich vorgedrungenen Truppen des protestantischen Herzogtums Württemberg  – versuchten aus strategischen Gründen die Hegemonie über den Bodenseeraum zu erlangen. Lediglich die das Südufer beherrschenden, teils katholischen, teils protestantischen Gebiete der Alten Eidgenossenschaft (der heutigen Schweiz) bewahrten eine aufgrund dieser Teilung unsichere Neutralität.
Der wechselnde Verlauf an diesem Nebenkriegsschauplatz des Dreißigjährigen Krieges brachte keiner der beiden Parteien einen eindeutigen Erfolg, die protestantische Seite (verstärkt durch Frankreich) konnte die kaiserlichen Besitzungen auf Dauer nicht ernsthaft gefährden, den Kaiserlichen gelang es, ihre Stellungen im Großen und Ganzen zu behaupten und dem Gegner empfindliche Verluste beizubringen. Die schwedisch/württembergische Seeherrschaft in den letzten beiden Kriegsjahren hatte keine weiterreichende Bedeutung mehr.

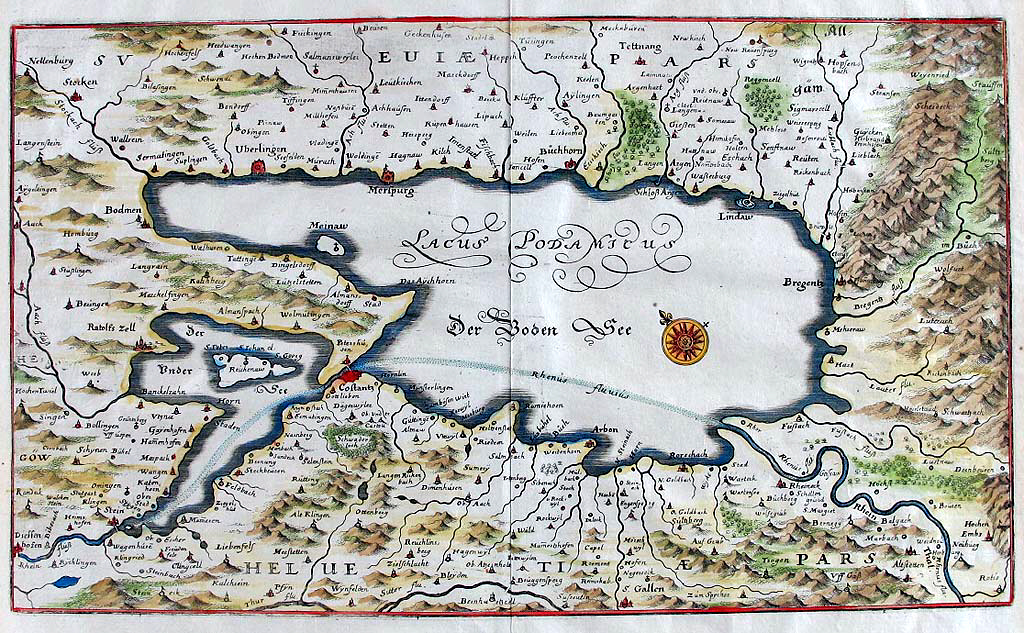
Lacus Podamicus. Der Boden See. Kolorierter Kupferstich, um 1640

## Ausgangssituation
Am 6. Juli 1630, in den ersten Monaten des dreizehnten Kriegsjahres, war der schwedische König Gustav II. Adolf (* 1594; † 1632) mit seiner Landung auf Usedom in den Dreißigjährigen Krieg eingetreten, unter dem Vorwand, die protestantischen Länder, die im Laufe des Krieges viele Niederlagen erlitten hatten, unterstützen zu wollen. Nachdem Gustav Adolf mit Frankreich, Brandenburg und Sachsen Bündnisse geschlossen hatte, begannen die Schweden ihren Vormarsch nach Süddeutschland. Der Heerführer des bayerischen Heeres der Katholischen Liga Johann T’Serclaes von Tilly konnte den Vormarsch der Schweden nach Süddeutschland nicht aufhalten, wurde im September 1631 in der Schlacht bei Breitenfeld und erneut im April 1632 in der Schlacht bei Rain am Lech schwer geschlagen und tödlich verwundet. Das schwedische Hauptheer konnte im Mai 1632 bis München vordringen und zog sich dann nach Nürnberg zurück, wo der Oberbefehlshaber des kaiserlichen Heeres Albrecht von Wallenstein den Schweden im September 1632 in der Schlacht bei der Alten Veste zwar Verluste beibringen, sie aber nicht besiegen konnte. In der Folge kam es im November 1632 zur Schlacht bei Lützen, in der Gustav II. Adolf fiel. Während dieser Zeit erreichten andere Teile des schwedischen Heeres mit württembergischer und französischer Hilfe den Bodenseeraum. Bei der protestantischen gemeinen Herrschaft Thurgau und dem Stadtstaat Schaffhausen konnten sie wohlwollende Neutralität erwarten, der katholische zugewandte Ort Fürstabtei St. Gallen unterstützte die kaiserliche Seite. Da zu dieser Zeit bis zum Jahr 1634 die Kaiserlichen eine dem Gegner überlegene Flottille auf dem Bodensee stationiert hatten, beherrschten sie den Großteil des Seegebietes, was für die Versorgung belagerter Orte wichtig war.

## Der Seekrieg

### Schwedischer Krieg (1630–1635)

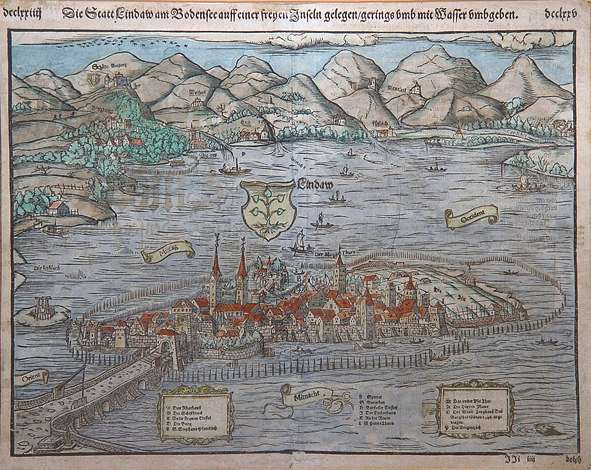
Lindau; kolorierter Holzschnitt aus Sebastian Münsters Cosmographia, zwischen 1544 und 1621

Im April 1632 erreichten die verbündeten Schweden und Württemberger unter Generalmajor Patrick Ruthven das Ufer des Bodensees und griffen die kaiserlichen Befestigungen vom Land her an. Schon am 25. Oktober kapitulierte das kaiserliche Radolfzell kampflos. Die Garnison flüchtete über den See, die Eroberer beschlagnahmten zivile Wasserfahrzeuge, bewaffneten sie und bauten auch eigene Kriegsschiffe. Unter dem Kommando des kaiserlichen Obristwachtmeisters Weiss vom Fußregiment Gallas, der den Titel „Admiral für den Bodensee“ erhielt, wurde eine Flotte von anfangs zwölf bewaffneten Lastschiffen in Lindau aufgestellt. An den Kosten beteiligen sich die Handelsplätze Lindau, Konstanz, Überlingen, Bregenz, Meersburg, Mainau und Langenargen. Ein erster Erfolg dieser Flottille war die Aufbringung des schwedischen Schiffes „Bachofen“ vor der Mainau.
Als im September/Oktober 1633 ein schwedisches Heer unter den Generälen Gustav Karlsson Horn und Carl Gustav Wrangel Konstanz belagerte, wobei es unter Verletzung der Neutralität über schweizerisches Gebiet und die Rheinbrücke Stein am Rhein marschierte, konnte trotz Unterstützung durch protestantische Schweizer mit Hilfe der kaiserlichen Flottille der Angriff abgewehrt werden. Dabei kaperten die Schweden mehrere Transportschiffe auf der Fahrt von Konstanz nach Lindau. Beim Beschuss einer schwedischen Landstellung bei Münsterlingen im September gelang im Gegenzug die Eroberung eines schwedischen Schiffes. Drei mit Scharfschützen bemannte kaiserliche Boote nahmen schwedische Batterien am Seerhein unter Beschuss. Ein kaiserliches Jagdschiff musste beim Auslaufen aus Konstanz wegen Treffern durch feindliche Strandbatterien umkehren. Einige Tage später im Oktober wurde eine Landbatterie bei Bottighofen durch einen kaiserlichen Landungstrupp erobert. Am 1. Oktober 1633 scheiterte ein Angriff der Schweden auf die Stadtmauern von Konstanz, bei dem über 1000 Schweden und Würtemberger starben. Am 5. Oktober beendeten die Schweden die erfolglose Belagerung des von Maximilian Willibald von Waldburg-Wolfegg verteidigten Konstanz wegen der Ankunft eines kaiserlich-spanischen Heeres unter General Johann von Aldringen und Gómez Suárez de Figueroa, duque de Feria. Die katholische Schweiz belieferte während der Belagerungszeit die Kaiserlichen unter Missachtung der Neutralität mit Nachschub. Im November wurde ein schwedisches Schiff bei Radolfzell gekapert und das Schloss Gaienhofen zurückerobert, was eine Beschießung von Radolfzell möglich machte.

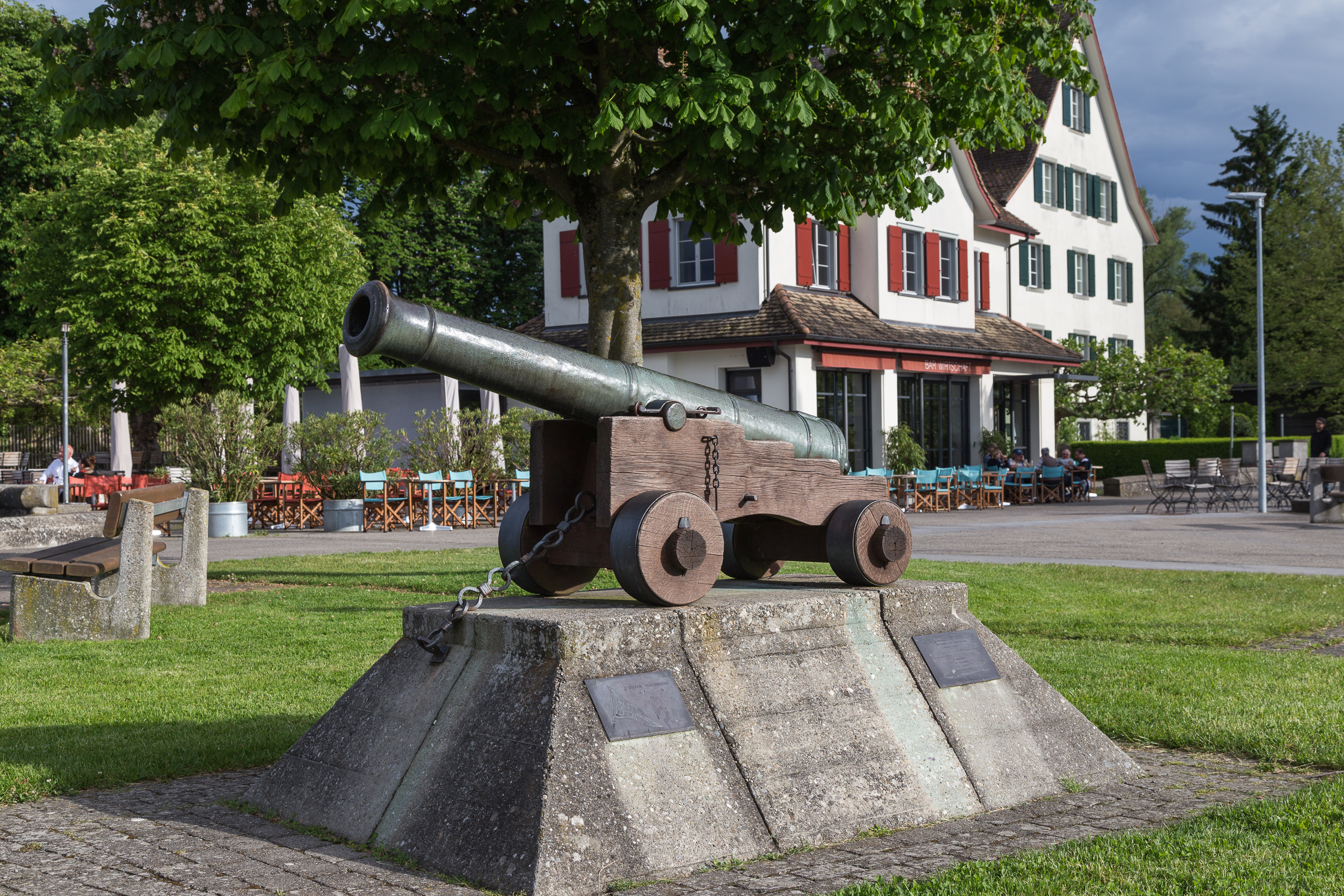
Englische Schiffskanone am Bootshafen Bottighofen (ohne Zusammenhang mit dem hiesigen Seekrieg)

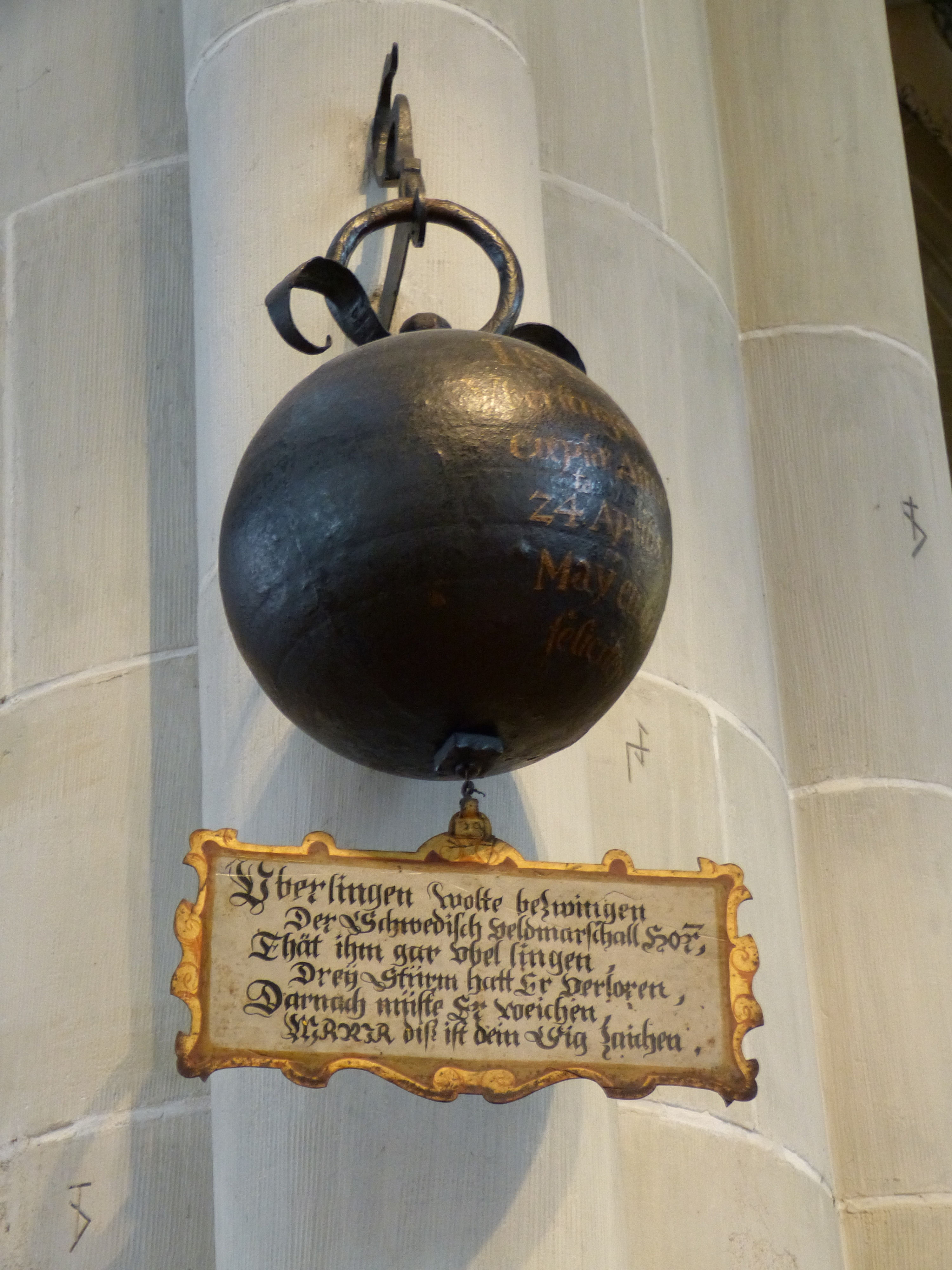
Kanonenkugel aus der Belagerung von Überlingen, im Münster von Überlingen

Im April 1634 belagerten die Schweden unter General Horn Überlingen. Die kaiserliche Flottille wurde verstärkt und sorgte auf dem Wasserweg für Truppennachschub und Material in die belagerte Stadt. Die schwedischen Stellungen um Überlingen wurden von etwa 20 Kriegsschiffen beschossen, die Schweden brachten zur Entlastung trotz offizieller Schweizer Neutralität einige Boote auf dem Landweg über Schaffhausen in den See. Daraufhin wurde das Thurgauer Seeufer von kaiserlichen Jagdschiffen blockiert. Im Mai bargen die Schweden ein versenktes Schiff und kaperten ein weiteres vor der Mainau. Ein in Konstanz mit Kanonen ausgerüstetes großes Lastschiff und andere kleinere Einheiten stießen zur Hilfsflotte, worauf die Schweden die Belagerung abbrachen. Gleichzeitig wurde Buchhorn (heute Friedrichshafen) von ihnen eingenommen und in Gustavsburg umbenannt. Sie gründeten dort eine Werft und bauten das größte Bodenseekriegsschiff, die „Drottning Kristina“, mit 22 Kanonen. Das neue Schiff, verstärkt mit weiteren Einheiten, kaperte fünf Transportschiffe mit Kriegsmaterial, während die Kaiserlichen mit der Sicherung des östlichen Seegebietes und des schweizerischen Ufers beschäftigt waren. Die kaiserliche Flottille wurde unter das Kommando von Oberst Christoph Karl Waldburg-Wolfegg gestellt und hatte den fünf schwedischen 20 eigene Kriegsschiffe entgegenzusetzen. Im Juli misslangen Überfälle auf die schwedisch besetzten Orte Radolfzell und Buchhorn wegen schlechter Vorbereitung, zwar wurde der Vorposten Kloster Löwental erobert, musste aber wieder geräumt werden, worauf ihn die Schweden niederbrannten. Nach der für Schweden verlorengegangenen Schlacht bei Nördlingen wurden Buchhorn und Radolfzell geräumt, alle schwedischen Schiffe versenkt sowie die Truppen aus dem Bodenseeraum zurückgezogen.

### Schwedisch-Französischer Krieg (1635–1648)
In den Jahren 1635 bis 1642 blieb der Bodenseeraum ohne größere Kampfhandlungen, lediglich der letzte protestantische Stützpunkt, die Festung Hohentwiel westlich von Radolfzell, sorgte für Unruhe. Konrad Widerholt, der Befehlshaber der Festung, überfiel regelmäßig katholische Ortschaften oder von den Habsburgern besetzte feste Plätze.

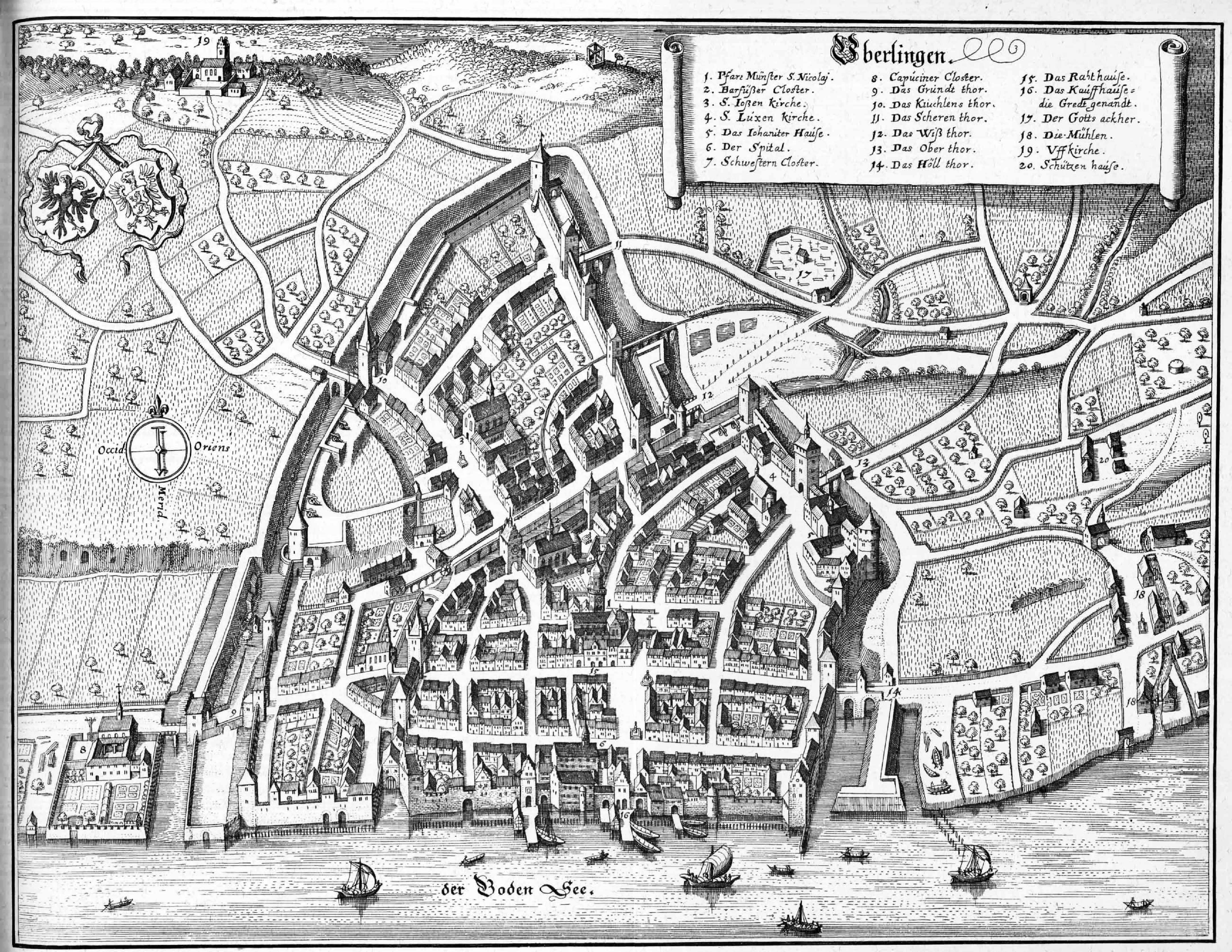
Überlingen; Topographia Germaniae, Matthäus Merian, 1643

Im Januar 1643 eroberten Widerholt zusammen mit französischen Truppen Überlingen, die protestantische Seite besaß damit wieder einen Stützpunkt am See. Die Verbündeten rüsteten sechs bewaffnete Schiffe aus, dennoch konnte ein Jagdschiff aus Konstanz einen Überlinger Frachter aufbringen. Neuer Admiral vom Bodensee wurde der Verteidiger von Konstanz, Maximilian Willibald von Waldburg-Wolfegg, der sofort den Hafen von Überlingen blockieren ließ. Um den bald 16 Kriegsschiffen der Württemberger und Franzosen trotzen zu können, forderte Wolfegg die Aufstellung einer stehenden Flottille zur Seeüberwachung, was der kaiserliche Kriegskommissar Graf Königsegg wegen Geldmangels ablehnte. Die Kaiserlichen konnten deshalb nicht verhindern, dass der Gegner weitere Stützpunkte am Seeufer eroberte. Auch die desolaten Verteidigungsanlagen der Mainau waren zur Abwehr einer Landung nicht mehr geeignet und die dort stationierten Einheiten wurden zurückgezogen. Die Eroberung weiterer Handelsschiffe im Juni durch den Gegner veranlasste die Kaiserlichen, alle Privatschiffe nach Konstanz in Sicherheit zu bringen. Die erschöpften und kriegsmüden Bürger der Uferstädte weigerten sich zunehmend, die Kosten für Schiffsneubauten, Hafenbefestigungen, Truppenaushebungen und Ausrüstung zu tragen. Ein Versuch, im September Überlingen zu überrumpeln, scheiterte durch Verrat; Bürger der Stadt, die zu den Kaiserlichen gehalten hatten, wurden hingerichtet.
Im April 1644 schlossen bayerische Truppen unter Franz von Mercy Überlingen ein und erzwangen am 20. Mai die Übergabe bei freiem Abzug der württembergisch-französischen Garnison. Obwohl die protestantische Seite dadurch keinen Anlaufhafen für ihre Schiffe mehr besaß, waren sie durch die aus dem Hinterland gut organisierten Überfälle eine dauerhafte und wachsende Gefahr für die kaiserlichen Stellungen. Auch konnte durch eroberte Schiffe der Kaperkrieg jederzeit wieder aufflammen, deshalb verhängten die katholischen Befehlshaber ein Anlaufverbot der Schweizer Häfen (Stein am Rhein und Schaffhausen) durch eigene Handelsschiffe und verlangten von allen Schweizer Kauffahrern, ihre Ladung in kaiserlichen Häfen umzuschlagen.
Im Januar 1645 wurde die Mainau durch einen Handstreich württembergischer Truppen eingenommen, konnte jedoch nicht gehalten werden. Ein Angriff der Protestanten im März auf die Reichenau scheiterte, weil ein Sturm die Schiffe an das Schweizer Ufer trieb. Ihr wenige Tage später erfolgender Angriff auf Radolfzell war erfolgreich, worauf die Kaiserlichen wieder eine Sperre der zivilen Schifffahrt anordneten, um feindliche Kaperungen zu verhindern. Ein kaiserliches Frachtschiff wurde vor Buchhorn von einigen gegnerischen Jagdschiffen aufgebracht und in Immenstaad für eigene Zwecke eingesetzt. Die Kaiserlichen reagierten mit der Rückbeorderung aller zivilen Handelsschiffe nach Lindau, da ihre Gegner sich wieder verstärkt in den Seekrieg einmischten. Das Erscheinen starker schwedisch/französischer Truppen unter General Wrangel am östlichen Seeufer zum Ende des Jahres 1646 bedeutete eine neuerliche Gefahr für die Reichsstädte. Bregenz wurde als bevorzugtes Ziel der Verbündeten angegriffen.

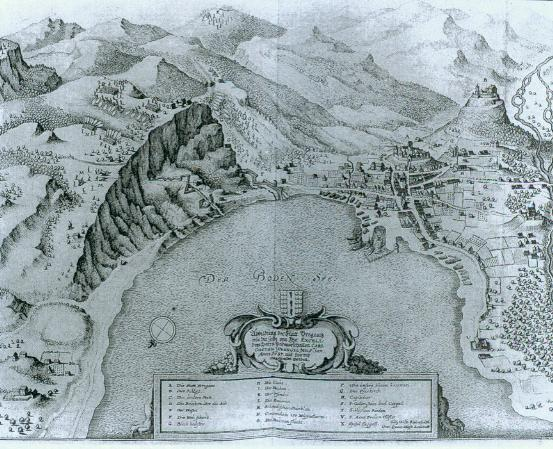
Erstürmung von Bregenz durch die Schweden 1646/47; Theatrum Europaeum (1629–1650), Matthäus Merian;
links im Bild zwischen Steilwand und Seeufer die „Bregenzer Klause“

Ein Überraschungsangriff der Schweden unter Carl Gustaf Wrangel am 4. Jänner 1647 durch die „Bregenzer Klause“ brachte die Einnahme von Bregenz, wo sie 17 große und kleinere Schiffe vorfanden und in Besitz nahmen. Als sie danach Lindau belagerten, wurde die Stadt durch eine kaiserliche Flottille aus Konstanz unterstützt. Einige Tage später ging Langenargen an die Schweden verloren. Der Beschuss von Lindau durch drei schwedische Kriegsschiffe wurde durch das Eingreifen dreier kaiserlicher Jagdschiffe beendet; jedoch begannen Landbatterien die Stadt zu bombardieren. Ein neuerlicher Angriff der Schweden von See her wurde abermals von kaiserlichen Schiffen beendet. Die Situation wurde immer schwieriger, weil die Schweden bereits 20 Kriegsfahrzeuge besaßen. 17 dieser Einheiten liefen im Februar von Bregenz zur Mainau aus, eroberten mit Unterstützung der Württemberger die Insel und fanden dort mehrere Schiffe und zahlreiches Kriegsmaterial vor. Ein kaiserlicher Vorstoß auf Lindau mit 12 Schiffen stieß ins Leere, der Gegner beendete aber die Belagerung freiwillig, da er mit den Stellungen auf der Mainau, in Langenargen und auf der ebenfalls eroberten Burg Gießen genug Plätze besaß, um den Seehandel empfindlich stören zu können. Schweizerische Lieferungen in kaiserliches Gebiet ließen die Schweden jedoch unbehelligt passieren. Bregenz wurde nach Sprengung der Burg Hohenbregenz noch im März geräumt, dafür geriet Überlingen durch den Waffenstillstand von Ulm erneut in schwedisch/württembergische Hand.
Der Versuch von neun kaiserlichen Kriegsschiffen im April, die Mainau zurückzuerobern, wurde abgewiesen; ebenso misslangen weitere von Lindau ausgehende Angriffe gegen Wasserburg und Langenargen, obwohl die kaiserliche Flottille inzwischen auf 50 Fahrzeuge angewachsen war. Im Juli gelang den Verbündeten die Kaperung von vier Schiffen der Kaiserlichen vor Konstanz. Bei Rorschach eroberten die Kaiserlichen ein Frachtschiff aus Überlingen, die Schweden kaperten im Gegenzug zwei Schiffe. Die schwedisch/württembergische Kriegsmacht beherrschte mit ihren Einheiten jetzt jeden Punkt des Sees, in Lindau, Konstanz und Bregenz wurden sechs Kriegsschiffe gebaut, um dem entgegenwirken zu können. Die Kaiserlichen stellten im August und September unter Befehl Adrian von Enkevorts die Landverbindung Lindaus nach Vorarlberg und Tirol wieder sicher und eroberten die Burg Gießen und Wangen im Allgäu zurück. Ihre Angriffe auf Überlingen und Langenargen zur gleichen Zeit wurden abgewiesen, wobei die Schweden zwei neu ausgerüstete Kriegsschiffe mit je 16 Kanonen einsetzten, die den Schiffen der Kaiserlichen überlegen waren. Sie verfügten damit unter dem Kommando von Oberst Volckmar über vier große Kriegsschiffe neben einer großen Zahl kleinerer Einheiten, womit sie ihre seebeherrschende Stellung ausbauen konnten. Zoll- und Steuereinnahmen (vor allem für das wichtige Salz) wurden von ihnen erhoben, Lindau und Konstanz blockiert, weil sie wegen besserer Führung und Bewaffnung den zahlenstärkeren Kaiserlichen überlegen waren. Das Hauptaugenmerk aller Parteien in dieser Phase des Krieges richtete sich weniger auf große Seeschlachten, als vielmehr auf die Kaperung reich beladener, gegnerischer Fahrzeuge. Hier waren die Verbündeten den unter Koordinationsproblemen leidenden Kaiserlichen überlegen.
Im letzten Kriegsjahr 1648 misslang im August einer kaiserlichen Flottille unter Oberst Casper die Kaperung zweier Schiffe vor Langenargen. Ein schwedischer Angriff auf Lindau wurde durch einen Sturm verhindert. Nach Abschluss des Westfälischen Friedens begann ab dem 24. Oktober der Rückzug aller kriegführenden Parteien vom Bodensee, die Insel Mainau blieb noch bis 30. September ein schwedischer Stützpunkt. Über den Verbleib der verwendeten Schiffe wird im nächsten Kapitel berichtet.

## Eingesetzte Schiffstypen

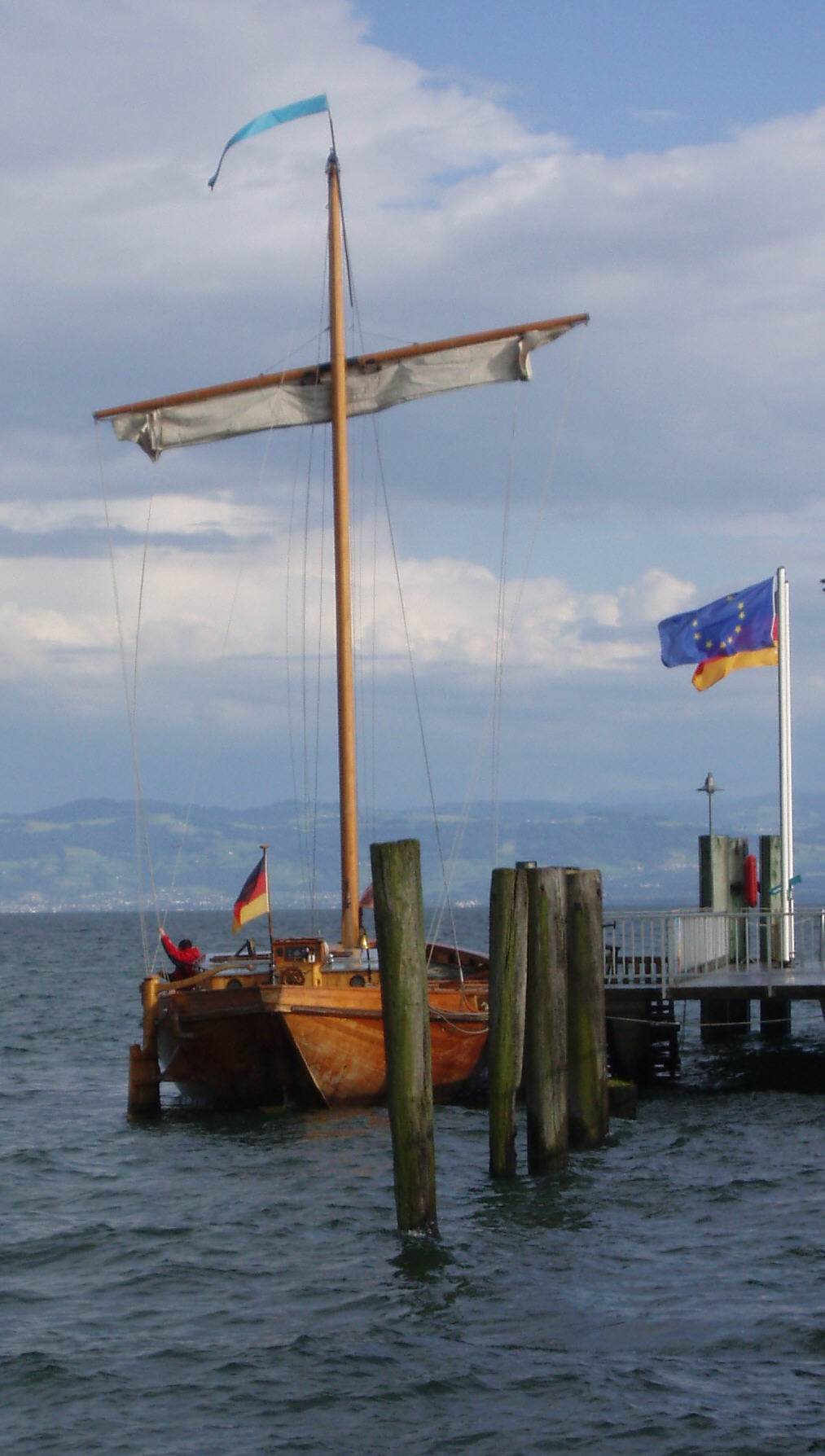
Eine nachgebaute Lädine

Die einzelnen Typen wurden entweder ab 1632 neu gebaut, requiriert und teilweise umgerüstet oder vom jeweiligen Gegner (zurück)erobert und nach 1649 entweder in den kaiserlichen Zolldienst übernommen (Jagdschiffe), den Besitzern zurückgegeben oder verkauft. Der Verbleib der meisten von den Schweden und Württembergern neu gebauten oder gekaperten Schiffe ist nicht bekannt, bis auf einige nach dem Friedensschluss zurückgegebene Einheiten, die ebenfalls entsprechend verwertet wurden.
- Jagdschiffe (mittelniederdeutsch jachtschip, „schnelles Schiff“) waren Schnellruderer mit Hilfsbesegelung, meist größer als Handelsfahrzeuge, aus Eichenholz scharf (schnittig) auf den Kiel gebaut, bis 27 m lang, und mit einigen Kanonen bestückt
- Laden (mundartlich „Lädinen“) waren große Bodensee-Lastschiffe (bis zu 34 m lang, 4,4 m breit), aus Eichenholz, mit einem Mast, ohne Riemen (Ruder), Ladung von etwa 140 Tonnen, wahlweise 500 Soldaten; im Kriegseinsatz mit Kanonen bestückt
- Halbladen (mundartlich „Halblädinen“ oder „Segmer“) waren kleinere Lastschiffe (bis zu 21 m lang, 2,8 m breit), aus Eichenholz, ebenfalls ein Mast und keine Riemen, Ladung bis zu 100 Tonnen oder 200 Soldaten; im Kriegseinsatz mit Kanonen bestückt
- Hilfsschiffe unterschiedlicher Bauart wurden für den Transport von Munition, Proviant und anderen Gütern zu Nachschubzwecken von der zivilen Schifffahrt requiriert; manchmal wurden sie mit Bewaffnung zu provisorischen Kampfschiffen umgerüstet
- Plätten (Zillen) waren Flachboote, die ausschließlich gerudert wurden, sie dienten zum Waren- und Mannschaftstransport; die maximale Tragfähigkeit der größten Exemplare bei einer Länge von über 20 m und 15 Mann Besatzung betrug 380 Soldaten oder 50 Pferde[4]

## Sagen und Brauchtum

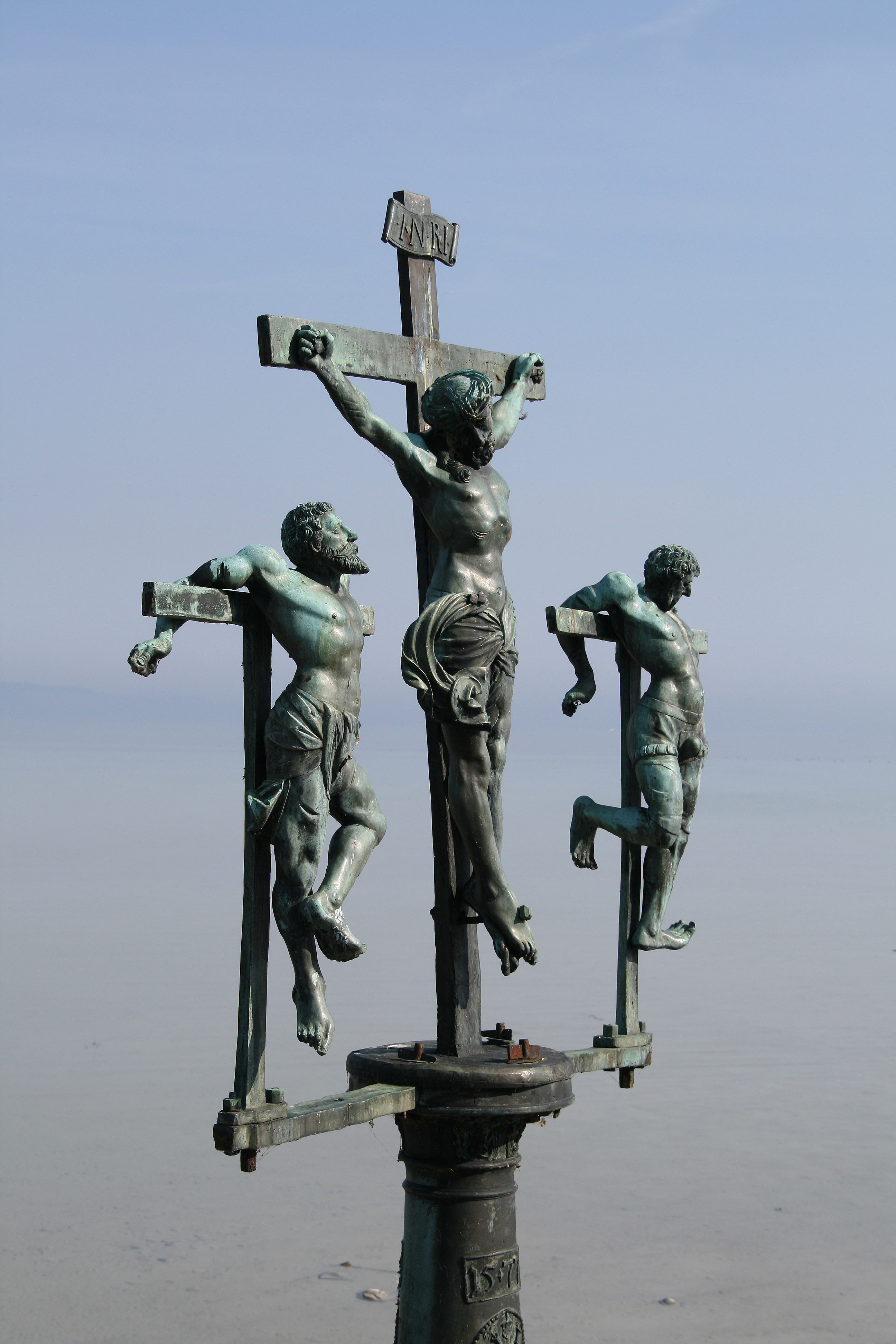
„Schwedenkreuz“ auf der Mainau

- „Die Sage der Inselwächter von Lindau“: Die wilden Inselwächter verteidigten die Stadt gegen schwedische Spione, indem sie jeden Verdächtigen aufhängten. Schließlich wurden sie so gefährlich, dass die Bürger sie in den Keller des Pulverturmes lockten und dort ersäuften.[5]
- „Das Festmahl vor Lindau“: Noch am 1. Oktober 1648 kreuzte eine schwedische Flotte unter Kommandant Volckmar vor Lindau und feierte zum Spott ein ausgelassenes Gelage auf den Schiffen. Da kam ein gräulicher Sturmwind aus einer schwarzen Wolke, zerstreute die Flotte und versenkte das Küchenschiff. Der Chronist Pater Franz Ransperg schrieb: Etlichen von ihnen ist die Furcht sogar in das Hosenfutter hinaus gefahren…[6]
- „Das goldene Kegelspiel vom Hohenemser Schlossberg“: Dem Mann, der an der Bregenzer Klause den Schweden einen Geheimpfad zeigte, wurde von General Wrangel für seine Tat das goldene Kegelspiel vom Hohenemser Schlossberg versprochen. Der Sage nach muss der Verräter für seine Freveltat ewig als großer schwarzer Hund mit tellergroßen leuchtenden Augen auf der ehemaligen Römerstraße am Bergrand durchs Land laufen.[7]
- Die Schwedenprozessionen in Überlingen Mitte Mai und Mitte Juli mit dem „Schwertlestanz“ zur Erinnerung an die Belagerung der Stadt[8]
- In Konstanz ist zum Gedenken an den steckengebliebenen Vormarsch der Schweden neben der Brücke vom Festland zur Mainau das „Schwedenkreuz“, auf ein schwedisches Kanonenrohr montiert, im Bodensee zu besichtigen.
- Auch auf der Mainau steht am Hafen das so genannte „Schwedenkreuz“, eine Kreuzigungsgruppe aus Bronzeguss.